# Fränkische Alb

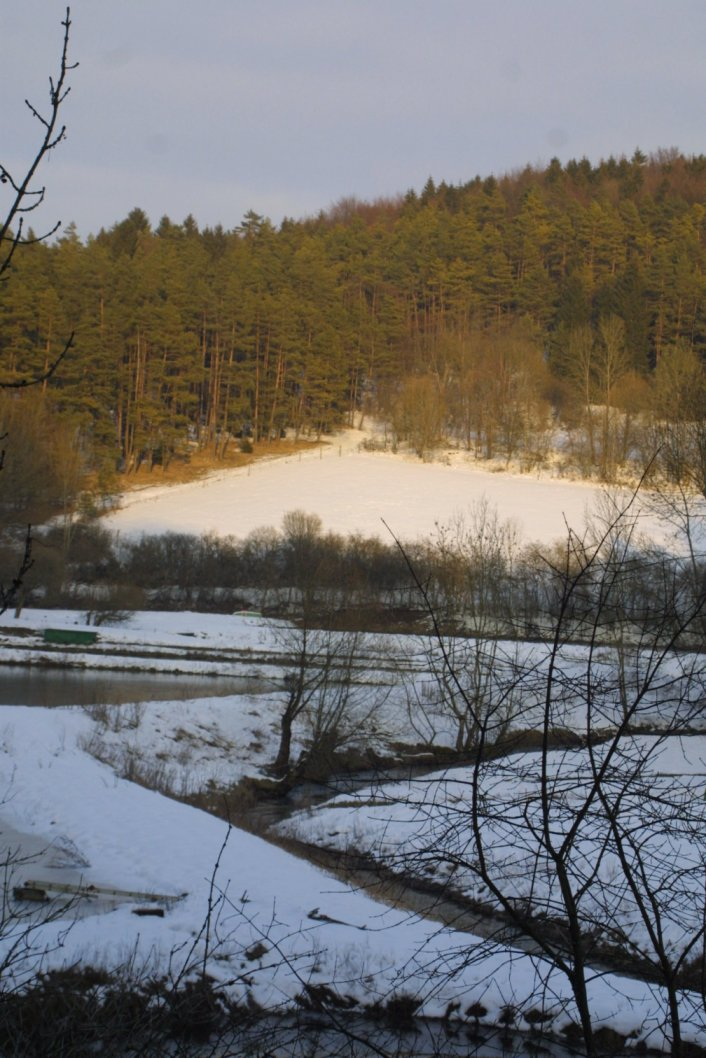
Bäcken Leinleiter i Fränkische Alb

Fränkische Alb, även Frankenalb eller Fränkischer Jura, är en bergsregion i norra delen av det tyska förbundslandet Bayern. Regionen som sträcker sig från sydväst till nordöst ligger mellan Main och Donau. En meteoritkrater skiljer området från Schwäbische Alb.
Fränkische Alb består huvudsakligen av kalksten som lagrades som sediment under juraperioden när området låg under havsytan. Här finns flera klippor, grottor, slukhål och karstsystem. Klipporna används för bergsklättring och för turisterna skapades även flera cykelvägar. Regionens högsta toppar är Hesselberg (689 meter över havet), Poppberg (652 m) och Ossinger (650 m).